# Santa (álbum de Zahara)
Santa es el cuarto álbum de estudio de la cantautora española Zahara y primer álbum multimedia en el que intercala música, poesía y portada interactiva. El álbum fue lanzado el 21 de abril de 2015 en formato CD de edición limitada, en LP y en plataformas digitales bajo el sello discográfico G.O.Z.Z Records. El álbum fue precedido por el lanzamiento de los sencillos promocionales Oh, salvaje, Crash y El deshielo así como por una gira llamada La gira el Deshielo. En su primera semana Santa se posicionó en el número 3 de ventas en las listas españolas.

## Promoción
El primer adelanto del tercer álbum de estudio de Zahara, Santa, fue el sencillo promocional Oh, salvaje que fue subido a Youtube el 18 de marzo de 2015 junto con el enlace de preventa de iTunes. El 6 de abril de 2015, Zahara subió a Youtube un videoclip para su segundo single Crash el cual comenzó a sonar en las radios a partir del 7 de abril de 2015 después de su estreno en el programa de Virginia Díaz, 180 grados. El 14 de abril de 2015 Zahara presentó el tercer sencillo de Santa, El deshielo, en Como lo oyes y anunció la presentación del álbum el mismo día de su lanzamiento para el programa de Santiago Alcanta desde la Casa de América y en directo. Tras la presentación del álbum Zahara anunció una gira de verano.
El cuarto sencillo, El frío, fue lanzado en Youtube acompañado de un videoclip el 19 de octubre de 2015.
El 17 de noviembre de 2015 Zahara formó parte de las Spotify Sessions con tres temas de su último álbum: Crash, El deshielo y Crash junto con varias entrevistas. Las tres canciones han sido grabadas en directo con la banda.

## Concepto
La idea principal para el lanzamiento del formato físico incluía un disco de rarezas y un poemario. Este formato pasaría a ser una edición limitada que incluye: dos CDs (CDI Santa y CDII Bestiario), un poemario (III Salmos) y siete portadas intercambiables. El diseño fue realizado por Jesús Hernández, realizador de NSYU Films, y el diseñador gráfico Emilio Lorente. Hernández insistió en tres conceptos que serían la imagen para el disco: cristaleras de iglesias, animales salvajes y patrones.

«La creatividad es de NSYU Films, que son los mismos que realizaron el videoclip de Crash que salió hace poco, y Jesús Hernández que es una locura de humano y se le ocurren estas cosas. Yo le dije: el disco se llama Santa y a partir de ahí él trabajó.»
—Zahara entrevistada por Santiago Alcanda en el programa de Radio3 Como lo oyes, 21 de abril de 2015

Como extensión del álbum, durante la gira de presentación del disco, los asistentes que llevaran consigo el álbum recibirían como regalo una nueva portada a elegir entre tres modelos diferentes extraídos de las portadas de los sencillos promocionales.

## Videoclips
El primer videoclip de Santa fue para Crash y se publicó el 6 de abril de 2014 en el canal ZaharaVEVO, de Zahara. El corte fue realizado por NYSU y producido por Alberto López Garrido y Paloma Espinós junto con Juanlu Ruiz como asistente de producción. La duración total es de 3:15.
El segundo videoclip fue el de El frío que fue lanzado el 19 de octubre de 2015, al igual que Crash, en el canal de VEVO de la cantautora. La duración del videoclip es de 4:55.

## Lista de canciones
- CD1 Santa

| Santa |                               |                                       |          |  |
| N.º   | Título                        | Productor(es)                         | Duración |  |
| 1.    | «La gracia»                   | Zahara • Sergio Sastre                | 3:00     |  |
| 2.    | «Crash»                       | Zahara • Sergio Sastre                | 3:16     |  |
| 3.    | «El deshielo»                 | Zahara • Sergio Sastre                | 4:04     |  |
| 4.    | «El frío»                     | Zahara • Sergio Sastre                | 4:02     |  |
| 5.    | «Oh, salvaje»                 | Zahara • Sergio Sastre                | 3:43     |  |
| 6.    | «Caída libre»                 | Zahara • Sergio Sastre                | 2:56     |  |
| 7.    | «Hágase tu voluntad»          | Zahara • Sergio Sastre                | 2:58     |  |
| 8.    | «Inmaculada decepción»        | Zahara • Sergio Sastre                | 3:53     |  |
| 9.    | «Donde habitan los monstruos» | Zahara • Sergio Sastre                | 4:33     |  |
| 10.   | «Rey de reyes»                | Zahara • Sergio Sastre                | 2:30     |  |
| 11.   | «INT.NOCHE»                   | Zahara • Sergio Sastre • Pablo Parser | 2:38     |  |
| 12.   | «La Flamenca»                 | Zahara • Sergio Sastre                | 3:30     |  |
| 42:05 |                               |                                       |          |  |

- CD2 Bestiario

| Bestiario |                                                |          |  |
| N.º       | Título                                         | Duración |  |
| 1.        | «Pregúntale al polvo»                          | 4:12     |  |
| 2.        | «Camino a L.A. (versión acústica)»             | 4:00     |  |
| 3.        | «Los amigos de Darío»                          | 3:09     |  |
| 4.        | «Leñador y la mujer América con Iván Ferreiro» | 2:15     |  |
| 5.        | «Círculos concéntricos»                        | 4:03     |  |
| 6.        | «Tijuana demente (mátanos ya)»                 | 3:19     |  |
| 7.        | «Del invierno (en directo)»                    | 5:56     |  |
| 8.        | «Donde habitan los monstruos (en directo)»     | 4:56     |  |
| 9.        | «El universo (en directo)»                     | 3:44     |  |
| 10.       | «You Are The One That I Want»                  | 4:34     |  |
| 40:08     |                                                |          |  |

## Salmos
Los Salmos son poesías escritas por la propia Zahara que sirvieron de inspiración para algunas letras del disco. En varias entrevistas la cantautora ha explicado los Salmos como una extensión del contenido del álbum; estos poemas pueden verse como una explicación a muchas de las letras que de por sí no se pueden entender completamente. Zahara ha comparado varias veces la música como una experiencia religiosa, por eso la comparación de su poemario con los salmos del Antiguo testamento. 
Este poemario incluye:
| III Salmos |                                     |          |  |
| N.º        | Título                              | Duración |  |
| 1.         | «I. Mi dolor matutino de tristeza»  |          |  |
| 2.         | «II. El frío»                       |          |  |
| 3.         | «III. Mi ex tú»                     |          |  |
| 4.         | «IV»                                |          |  |
| 5.         | «V. Quién pudiera llegar»           |          |  |
| 6.         | «VI. Aquellos que negué tres veces» |          |  |
| 7.         | «VII.»                              |          |  |
| 8.         | «VIII. Lo olvidado y lo divino»     |          |  |
| 9.         | «IX. Esa de la noche»               |          |  |
| 10.        | «X. Oh, salvaje»                    |          |  |
| 11.        | «XI.»                               |          |  |
| 12.        | «XII. El hombre silencioso»         |          |  |

## Giras nacionales

### La gira el Deshielo
Antes del lanzamiento del nuevo álbum, Zahara giró por los escenarios nacionales durante el mes de noviembre de 2014 en una gira llamada La gira el Deshielo. Dicha gira recorrería las ciudades españolas de Úbeda, Granada, Sevilla, Madrid, Valencia, Murcia y Barcelona. Para este tour Zahara decidió intercalar los tres formatos (acustiquísimo, trío y banda) que acostumbra a utilizar para sus directos en uno solo y el repertorio incluía canciones de La pareja tóxica, La fabulosa historia de… y Día 913.

### Firma de discos en FNAC
Durante las dos primeras semanas de ventas Zahara acudió a las tiendas FNAC de España y realizó una serie de conciertos en su formato acustiquísimo en el que presentaría algunas de las canciones nuevas por primera vez en directo. Además, firmó discos en persona.

### Gira de presentación
El 23 de marzo de 2015, justo antes del lanzamiento del álbum, Zahara confirmó cuatro fechas en tres ciudades en las cuales presentaría el disco en formato banda con los músicos con los que giró durante la gira el Deshielo.

### GiraAcustiquísimoSummer Tour 2015
A finales de mayo de 2015, Zahara presentó el cartel de la gira de verano en la que presentaría en su particular acustiquísimo las canciones del nuevo álbum Santa. Esta vez la gira sería más larga e incluiría un mayor número de ciudades en las cuales intercalaría conciertos en salas y en azoteas de algunos hoteles patrocinados por Live The Roof 43. 

### Gira Santa (Primera parte)
El 29 de septiembre de 2015, Zahara confirmó una nueva gira por todo el país en la que volvería a utilizar el formato mixto de banda, trío y acustiquísimo de sus anteriores giras el Deshielo y la de presentación.

### Gira Santa (Segunda parte)
El 12 de marzo de 2016, Zahara comenzó la segunda parte de la Gira Santa durante la cual visitaría México y Londres además de algunas ciudades españolas. Durante la gira también presentaría Santa en algunos festivales nacionales como el EMDIV Festival de Elda o el Festival Sueños de Libertad en Ibiza. 

### La Santísima Trinidad Tour
Mediante una foto publicada en Instagram, el 7 de julio de 2016, Zahara hizo un avance de su gira titulada La Santísima Trinidad Tour. Días más tarde publicó, también en Instagram, las fechas y lugares así como otros detalles. El tour consiste en tres conciertos cada uno en un formato diferente en tres ciudades distintas: Alicante, Barcelona y Madrid.
En Alicante los tres conciertos se celebran en la misma sala los días 12, 13 y 14 de octubre. En Madrid los conciertos se celebran en tres salas distintas los días 12, 23 y 24 de noviembre mientras que en Barcelona se celebran los días 15, 17 y 18 de noviembre.

### Fechas y lugares
| Fecha                          | Ciudad                     | Formato                     | Sala                                   |
| ------------------------------ | -------------------------- | --------------------------- | -------------------------------------- |
| Gira el Deshielo               |                            |                             |                                        |
| 6 de noviembre de 2014         | Úbeda                      | Banda, trío y acustiquísimo | Ideal Cinema                           |
| 7 de noviembre de 2014         | Granada                    | Banda, trío y acustiquísimo | Planta Baja                            |
| 8 de noviembre de 2014         | Sevilla                    | Banda, trío y acustiquísimo | The Classic Grand                      |
| 13 de noviembre de 2014        | Madrid                     | Banda, trío y acustiquísimo | Sala Joy Eslava                        |
| 14 de noviembre de 2014        | Valencia                   | Banda, trío y acustiquísimo | Sala Wah Wah                           |
| 15 de noviembre de 2014        | Murcia                     | Banda, trío y acustiquísimo | Sala 12 & Medio                        |
| 20 de noviembre de 2014        | Barcelona                  | Banda, trío y acustiquísimo | Music Hall                             |
| Firma de discos en FNAC        |                            |                             |                                        |
| 21 de abril de 2015            | Madrid                     | Acustiquísimo               | FNAC de Callao                         |
| 22 de abril de 2015            | Murcia                     | Acustiquísimo               | FNAC Nueva Condomina                   |
| 23 de abril de 2015            | Málaga                     | Acustiquísimo               | Carpa FNAC Festival de Cine            |
| 24 de abril de 2015            | Sevilla                    | Acustiquísimo               | FNAC Av. de la Constitución            |
| 27 de abril de 2015            | Barcelona                  | Acustiquísimo               | FNAC Diagonal Mar                      |
| 28 de abril de 2015            | Valencia                   | Acustiquísimo               | FNAC San Agustín                       |
| Gira de presentación           |                            |                             |                                        |
| 6 de mayo de 2015              | Madrid                     | Banda, trío y acustiquísimo | Teatro Lara                            |
| 13 de mayo de 2015             | Madrid                     | Banda, trío y acustiquísimo | Teatro Lara                            |
| 15 de mayo de 2015             | Zaragoza                   | Banda, trío y acustiquísimo | C.M.A. Las Armas                       |
| 16 de mayo de 2015             | Barcelona                  | Banda, trío y acustiquísimo | Bikini                                 |
| Acustiquísimo Summer Tour 2015 |                            |                             |                                        |
| 19 de junio de 2015            | Tenerife                   | Acustiquísimo               | Espacio Cultural Aguere, La Laguna     |
| 20 de junio de 2015            | Las Palmas de Gran Canaria | Acustiquísimo               | The Paper Club                         |
| 27 de junio de 2015            | San Sebastián              | Acustiquísimo               | Terraza Bataplan Live The Roof         |
| 2 de julio de 2015             | Vigo                       | Acustiquísimo               | Hotel Bahía Live The Roof              |
| 5 de julio de 2015             | Barcelona                  | Acustiquísimo               | Hotel Duquesa de Cardona Live The Roof |
| 11 de julio de 2015            | Benalup-Casas Viejas       | Acustiquísimo               | Hotel Utopía                           |
| 23 de julio de 2015            | Sevilla                    | Acustiquísimo               | Hotel Inglaterra Live The Roof         |
| 20 de agosto de 2015           | Valencia                   | Acustiquísimo               | Hotel Barceló Live The Roof            |
| 21 de agosto de 2015           | Alicante                   | Acustiquísimo               | Azotea C/C Panoramis Live The Roof     |
| 28 de agosto de 2015           | Cádiz                      | Acustiquísimo               | Parador de Cádiz Live The Roof         |
| Gira Santa (Primera parte)     |                            |                             |                                        |
| 16 de octubre de 2015          | Ciudad Real                | Banda, trío y acustiquísimo | Sala Magestic                          |
| 17 de octubre de 2015          | Toledo                     | Banda, trío y acustiquísimo | Círculo del Arte                       |
| 29 de octubre de 2015          | Murcia                     | Banda, trío y acustiquísimo | Teatro Cirsco                          |
| 30 de octubre de 2015          | Alicante                   | Banda, trío y acustiquísimo | Caja Negra (Las Cigarreras)            |
| 6 de noviembre de 2015         | Córdoba                    | Banda, trío y acustiquísimo | Hangar                                 |
| 7 de noviembre de 2015         | Sevilla                    | Banda, trío y acustiquísimo | Sala Custom                            |
| 14 de noviembre de 2015        | Málaga                     | Banda, trío y acustiquísimo | La Trinchera                           |
| 20 de noviembre de 2015        | Salamanca                  | Banda, trío y acustiquísimo | POTEMKIM                               |
| 4 de diciembre de 2015         | Huesca                     | Banda, trío y acustiquísimo | Sala el Veintiuno                      |
| 5 de diciembre de 2015         | Barbastro                  | Banda, trío y acustiquísimo | Centro de congresos                    |
| 12 de diciembre de 2015        | Valencia                   | Banda, trío y acustiquísimo | Sala Jerusalem                         |
| 18 de diciembre de 2015        | Madrid                     | Banda, trío y acustiquísimo | Sala But                               |
| 19 de diciembre de 2015        | Madrid                     | Banda, trío y acustiquísimo | Sala But                               |
| Gira Santa (Segunda parte)     |                            |                             |                                        |
| 31 de marzo de 2016            | San Sebastián              | Banda                       | Dabadaba                               |
| 1 de abril de 2016             | Bilbao                     | Banda                       | Stage Live                             |
| 2 de abril de 2016             | Pamplona                   | Banda                       | Tótem                                  |
| 9 de abril de 2016             | Palma de Mallorca          | Banda                       | La Red                                 |
| 14 de abril de 2016            | Burgos                     | Banda                       | Uburama                                |
| 15 de abril de 2016            | Huelva                     | Banda                       | Gran Teatro                            |
| 16 de abril de 2016            | Granada                    | Banda                       | Industrial                             |
| 22 de abril de 2016            | Ibiza                      | Banda                       | Festival Sueños de Libertad            |
| 23 de abril de 2016            | Londres                    | Banda                       | Scala                                  |
| 29 de mayo de 2016 (CANCELADO) | Madrid                     | Banda                       | Festival Happy Sundays                 |
| 10/11 de junio del 2016        | Valencia                   | Banda                       | Festival de les Arts                   |
| 10/11 de junio del 2016        | Badajoz                    | Banda                       | Contempopranea                         |
| 25 de junio de 2016            | Elda                       | Banda                       | EMDIV Festival                         |

### La Santísima Trinidad Tour
| Fecha                      | Ciudad    | Formato       | Sala                          |
| -------------------------- | --------- | ------------- | ----------------------------- |
| La Santísima Trinidad Tour |           |               |                               |
| 12 de octubre de 2016      | Alicante  | Acustiquísimo | La Caja Negra, Las Cigarreras |
| 13 de octubre de 2016      | Alicante  | Trío          | La Caja Negra, Las Cigarreras |
| 14 de octubre de 2016      | Alicante  | Eléctrico     | La Caja Negra, Las Cigarreras |
| 12 de noviembre de 2016    | Madrid    | Acustiquísimo | Libertad 8                    |
| 15 de noviembre de 2016    | Barcelona | Acustiquísimo | Razzmatazz 3                  |
| 17 de noviembre de 2016    | Barcelona | Trío          | Sidecar                       |
| 18 de noviembre de 2016    | Barcelona | Eléctrico     | Razzmatazz 2                  |
| 23 de noviembre de 2016    | Madrid    | Trío          | Galileo Galilei               |
| 24 de noviembre de 2016    | Madrid    | Eléctrico     | La Riviera                    |

## Festivales
Además de los conciertos de presentación del álbum Santa, Zahara organizó una serie de conciertos en festivales nacionales durante el verano de 2015.
| Fecha                    | Ciudad                   | Formato | Sala                     |
| ------------------------ | ------------------------ | ------- | ------------------------ |
| Festivales 2015          |                          |         |                          |
| 10 de julio de 2015      | Torre del Mar (Málaga)   | Banda   | Weekend Beach            |
| 24 de julio de 2015      | Benidorm (Alicante)      | Banda   | Low Festival             |
| 31 de julio de 2015      | Burriana (Castellón)     | Banda   | Arenal Sound             |
| 14 de julio de 2015      | Cullera (Valencia)       | Banda   | Medusa Sunbeach Festival |
| 15 de julio de 2015      | Aranda de Duero (Burgos) | Banda   | Sonoraba Ribera          |
| 10 de septiembre de 2015 | Albacete                 | Banda   | Viva la Feria            |
| 18 de septiembre de 2015 | Granada                  | Banda   | Granada Sound            |
| 19 de septiembre de 2015 | Granada                  | Banda   | Granada Sound            |